# The Woodbridge Company
The Woodbridge Company Limited är ett kanadensiskt privat holdingbolag. Det viktigaste innehavet i bolaget är dess 55-procentiga innehav i Thomson Reuters. Thomson Reuters bildades 2008 när The Thomson Corporation förvärvade Reuters.
Bolaget äger även 85 % av The Globe and Mail Inc. I slutet av 2010 sålde Woodbridge sin 40-procentiga andel i CTVglobemedia, ett kanadensiskt multimediaföretag som äger CTV, till BCE Inc.
Woodbridge förvaltar den avlidne Roy Thomsons familjemedlemmars investeringar. David Thomson och hans bror, Peter Thomson, blev ordförande i Woodbridge när fadern, Kenneth Thomson, dog 2006. Woodbridge är baserat i Toronto i Ontario. Geoff Beattie är VD i bolaget.